# Bad Company (muziekgroep)

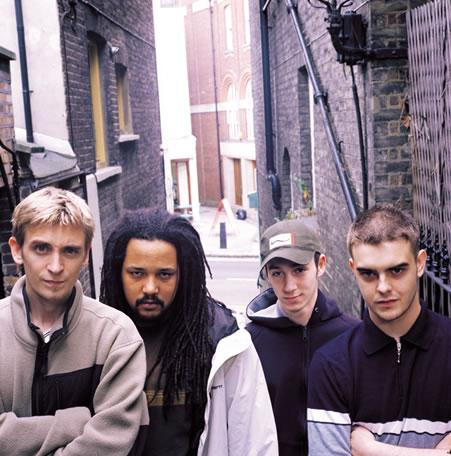
Bad Company

Bad Company, Bad Company UK of afgekort BC (gestileerd als ƆEIƎC) is een Britse drum-'n-bassgroep. 
De groep is opgericht in 1998, nadat de leden al eerder individueel hadden samengewerkt. In hetzelfde jaar kwam de eerste 12 inchsingle The Nine/The Bridge uit. Vanaf 2005 raakte de naam Bad Company in onbruik. DJ Fresh ging aan soloprojecten werken en Maldini en Vegas gingen verder als Bad Company UK vanwege een gerechtelijke strijd met de band met dezelfde naam maar gingen vanaf 2010 met de Zwitser Jonas Ullmann verder als Blokhe4d. In 2016 werd een comeback aangekondigd. De groep trad onder andere op op Dour Festival. In 2018 kwam het eerste album in zestien jaar uit.

## Discografie
Zie ook: Discografie van Bad Company
- 2000: Inside The Machine
- 2000: Digital Nation
- 2002: Shot Down on Safari
- 2018: Ice Station Zero

#### Verzamelalbum
2001: Book Of The Bad, verzameling van driedelige serie Book Of The Bad-ep's

## Leden
- Jason Maldini (Maldini)
- Michael Wojcicki (Vegas)
- Dan Stein (DJ Fresh)
- Darren White (dBridge)